# Kingston, New Hampshire
Kingston är en kommun (town) i Rockingham County i delstaten New Hampshire, USA med 6 025 invånare (2010). 

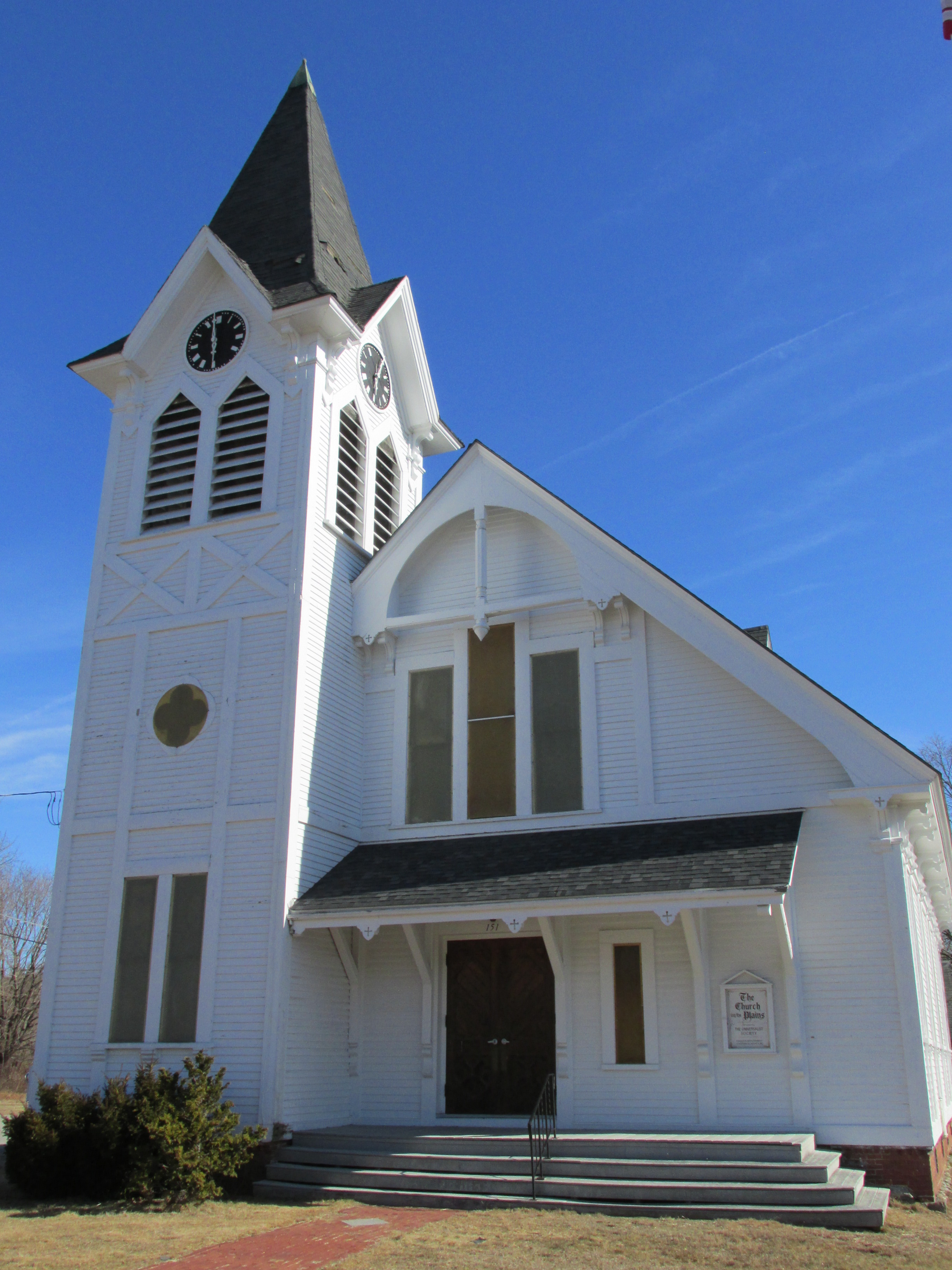